# Candelaria, Valle del Cauca
Candelaria är en ort i Colombia.   Den ligger i departementet Valle del Cauca, i den centrala delen av landet, 280 km sydväst om huvudstaden Bogotá. Candelaria ligger 977 meter över havet och antalet invånare är 23 989.
Terrängen runt Candelaria är platt. Runt Candelaria är det ganska tätbefolkat, med 144 invånare per kvadratkilometer. Närmaste större samhälle är Cali, 19,6 km väster om Candelaria. Omgivningarna runt Candelaria är en mosaik av jordbruksmark och naturlig växtlighet.